# Podlesí (Valašské Meziříčí)
Podlesí je místní částí města Valašského Meziříčí.

## Historie
Obec Podlesí vznikla vcelku nedávno, v roce 1960 sloučením tehdejších obcí Křivé a Brňov, i když samostatně existovaly obě tyto obce již více než 500 let. Nově vzniklá obec Podlesí se v roce 1980 připojila jako místní část k Valašskému Meziříčí.
Obec je známá díky prázdninovým pobytům rodiny Masarykovy, kam do penzionu „Na Žabárni“ (slavný zájezdní hostinec) Masarykovi jezdili od roku 1899 do roku 1914 na prázdniny. Známá je fotografie z tohoto roku, sedící rodiče Charlotta a Tomáš, stojící děti Alice, Herbert a mladý Jan a v jogínském „lotosu“ klečící nejmladší dcera Olga. Matku, Charlottu Garrigue-Masarykovou připomíná pamětní deska s jejím reliéfem umístěná na bývalém zájezdním hostinci. Dnes se v objektu nachází Domov důchodců Podlesí, pamětní deska je veřejně přístupná.